# Philip Abelson
Philip Hauge Abelson (ur. 27 kwietnia 1913 w Tacomie, zm. 1 sierpnia 2004 w Bethesdzie w stanie Maryland) – amerykański fizyk, współodkrywca pierwiastka neptun, odkrywca abelsonitu.
Podczas II wojny światowej brał udział w Projekcie Manhattan, pracując między innymi nad niedestrukcyjnymi zastosowaniami energii jądrowej, w tym zwłaszcza nad budową reaktora jądrowego dla napędu okrętów.
Laureat Nagrody Kalinga od UNESCO.